# ساموئل برگر (بوکسور)
ساموئل برگر (انگلیسی: Samuel Berger; ۲۵ دسامبر ۱۸۸۴ – ۲۳ فوریهٔ ۱۹۲۵) بوکسور اهل ایالات متحده آمریکا بود.